# Montezooma's Revenge
Montezooma's Revenge sont des montagnes russes navette lancées du parc Knott's Berry Farm, situé à Buena Park, en Californie, aux États-Unis. Il s'agit d'un des rares Shuttle Loop d'Anton Schwarzkopf encore en activité.

## Le circuit
Les visiteurs s'asseyent dans un train composé de 28 places disposées en rangées 2 par 2 (soit 7 wagons). Le train est propulsé vers l'avant. Il atteint la vitesse de 85,5 km/h en 4,5 secondes. Ensuite les visiteurs font un looping de 22 mètres pour arriver sur la première flèche à 42 mètres du sol. Le train n'a alors plus assez de vitesse pour continuer et repart en arrière pour refaire le looping, repasser en gare. Puis il passe sur la flèche n°2 qui est inclinée à 70°. Pour finalement reprendre sa course en marche avant et rentrer tout doucement en gare. Le train est alors freiné.

## Statistiques
- Capacité théorique : 1 344 passagers par heure.
- Propulsion : volant d'inertie.
- Accélération : de 0 à 88,5 km/h en 4.5 secondes
- Éléments : Looping vertical de 22 mètres de diamètre
- En 2002, l'attraction a été repeinte avec des rails bleus et des supports jaunes, auparavant, Montezooma's Revenge était de couleur jaune
- Il y a 33 freins dans la station et 33 à l'arrière de la gare.
- Des ceintures de sécurité furent ajoutées lors de l'acquisition du parc en 1997 par Cedar Fair